# Wólka (powiat krasnostawski)
Wólka – wieś w Polsce położona w województwie lubelskim, w powiecie krasnostawskim, w gminie Żółkiewka.
W latach 1975–1998 miejscowość należała administracyjnie do województwa zamojskiego.
Wieś razem z Wolą Żółkiewską stanowi sołectwo. Według Narodowego Spisu Powszechnego (III 2011 r.) wieś liczyła 50 mieszkańców.